# Ostiarium
Ostiarium fou una taxa romana que s'aplicava a les portes de les cases, i que probablement fou imposada junt amb el columnarium per la llei sumptuària establerta en temps de Juli Cèsar (Lex Julia sumptuaria).
Gravava el nombre de portes (i el columnarium el nombre de columnes) d'una edificació. Se sap que Quint Cecili Metel Pius Escipió va voler recaptar aquestos dos impostos o taxes a Síria, principalment com a manera d'extorsió als provincials.